# Tom Welling
Thomas John Patrick Welling (Putnam Valley, New York, 1977. április 26. –) amerikai színész.

## Élete és pályafutása
A michigani Okemosban végezte középiskolai tanulmányait. 1995-ben érettségizett. Egy ideig a Louisa Modellügynökségnek modellkedett.
Első nagyobb szerepe a Rob, a karatemester megformálása volt az Amynek ítélve CBS-sorozat néhány epizódjában. Majd következett az áttörést jelentő Smallville, ahol ő jelenítette meg az ifjú Supermant, azaz Clark Kentet. A sorozat sikere óta együtt dolgozhatott olyan hírességekkel, mint John Carpenter, vagy éppen Steve Martin.
2002 nyarán vette feleségül Jamie White modellt, házasságuk 2015-ig tartott.

## Filmográfia

### Film
| Év   | Magyar cím            | Eredeti cím            | Szerep                 | Magyar hang     |
| ---- | --------------------- | ---------------------- | ---------------------- | --------------- |
| 2003 | Tucatjával olcsóbb    | Cheaper by the Dozen   | Charlie Baker          | Seder Gábor     |
| 2005 | A köd                 | The Fog                | Nicholas "Nick" Castle | Markovics Tamás |
| 2005 | Tucatjával olcsóbb 2. | Cheaper by the Dozen 2 | Charlie Baker          | Markovics Tamás |
| 2013 | Félelmetes nap        | Parkland               | Roy Kellerman ügynök   |                 |
| 2014 | Újoncok napja         | Draft Day              | Brian Drew             | Markovics Tamás |
| 2016 | Válaszúton            | The Choice             | Dr. Ryan McCarthy      | Posta Victor    |

### Televízió
| Év        | Magyar cím            | Eredeti cím     | Szerep                         | Megjegyzések |
| --------- | --------------------- | --------------- | ------------------------------ | ------------ |
| 2001      | Amynek ítélve         | Judging Amy     | Rob Meltzer                    | 6 epizód     |
| 2001      | Rémvadászok           | Special Unit 2  | férfi áldozat                  | 1 epizód     |
| 2001      |                       | Undeclared      | Tom                            | 1 epizód     |
| 2001–2011 | Smallville            | Smallville      | Kal-El / Clark Kent / Superman | főszereplő   |
| 2017–2018 | Lucifer az Újvilágban | Lucifer         | Marcus Pierce                  | 17 epizód    |
| 2019      | Batwoman              | Batwoman        | Clark Kent                     | 1 epizód     |
| 2020      |                       | Professionals   | Vincent Corbo                  | 10 epizód    |
| 2022–2023 | Winchesterék          | The Winchesters | Samuel Campbell                | 3 epizód     |